# Nam Kỳ
Nam Kỳ (chữ Hán: 南圻) là lãnh thổ cực Nam của nước Đại Nam triều Nguyễn, là một trong ba kỳ hợp thành nước Việt Nam. Tên gọi này do vua Minh Mạng đặt ra năm 1832.
Trong thời kỳ Pháp thuộc, chính quyền thực dân duy trì tên gọi 3 xứ của Việt Nam có từ trước đó, nhưng áp dụng chế độ riêng biệt với mỗi xứ: xứ thuộc địa Nam Kỳ, cùng với hai xứ bảo hộ Trung Kỳ và Bắc Kỳ. Danh xưng Nam Kỳ được chính quyền Liên bang Đông Dương của Pháp duy trì cho đến năm 1945 khi được thay bằng tên gọi Nam Bộ. Quốc gia Việt Nam và Việt Nam Cộng hòa cũng dùng tên gọi Nam Phần, vốn đã được sử dụng từ năm 1947 trong giai đoạn sau của Cộng hòa Tự trị Nam Kỳ. Diện tích Nam Kỳ là 67.293,1 km².

## Tên gọiCochinchine

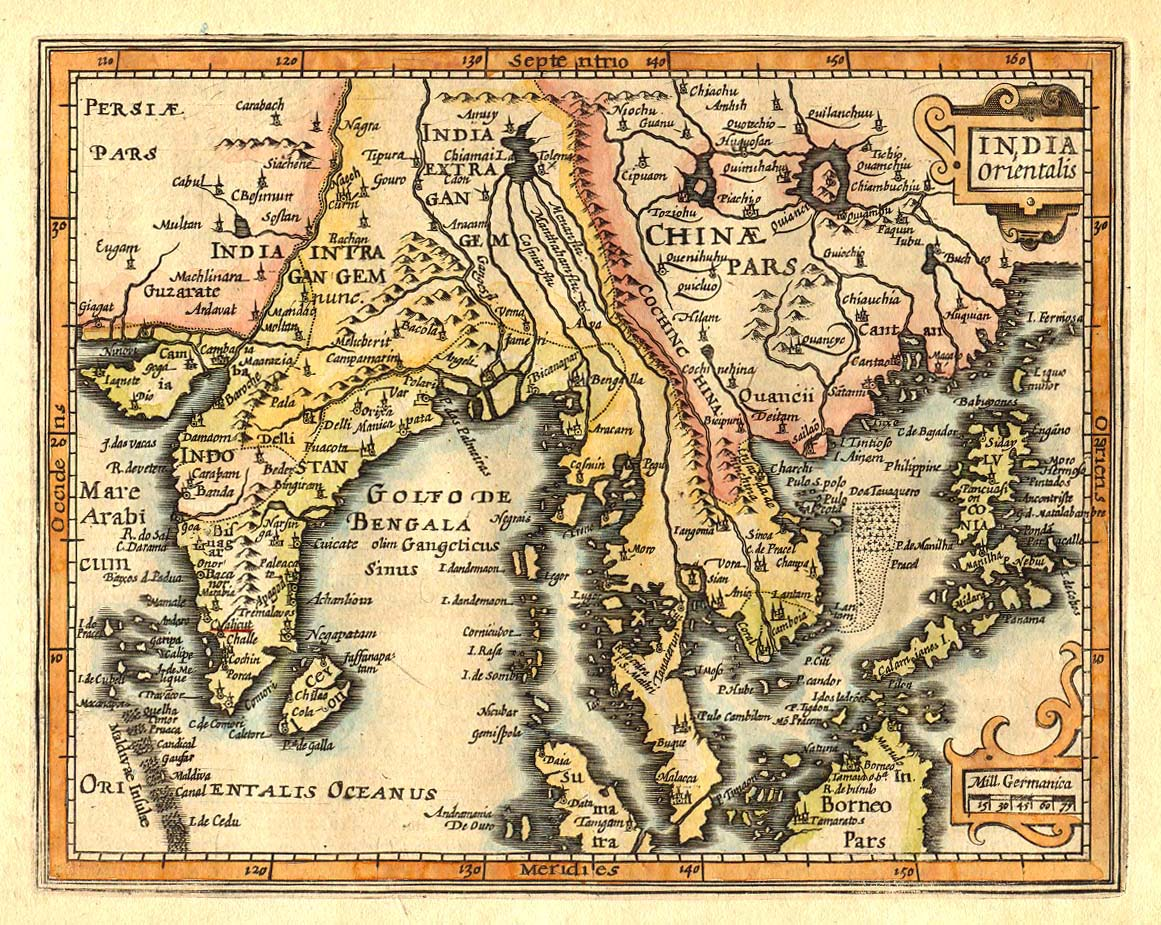
Bản đồ Đông Nam Á năm 1609, sông Mekong và thượng nguồn của nó tại Vân Nam được người phương Tây gọi là Cochinchina (tức là Cochin Trung Quốc) để phân biệt với địa danh Cochin nằm ở bờ tây nam Ấn Độ (trong bản đồ).

Nguồn gốc tên gọi Cochinchine trong Pháp ngữ được các nhà nghiên cứu giải thích theo nhiều cách khác nhau. Tuy nhiên, giả thuyết phổ biến nhất trước đây, là tên gọi Cochin hay Cocin gốc từ Coci là phiên âm của chữ Giao Chỉ. Do sợ nhầm với thành phố cảng Ấn Độ Cochin, nên người phương Tây thêm hậu tố chine /china (Trung Hoa), ý nói Cochin gần Trung Hoa để phân biệt.
Theo Lý Đăng Thạnh, trong 'Lịch sử Đông Dương tập 7- Nước Việt thời Nam - Bắc phân tranh' (1994), thì tên gọi Cochinchine bao gồm hai từ tố là 'Cochin' và 'Chine'. Trong đó, Cochin có nguồn gốc từ tên gọi sông Cổ Chiên (tiếng Khmer: កោះជីន Koh Chin), là một đoạn sông của Thủy Chân Lạp thuộc hệ thống sông Mekong (sông Cửu Long), chảy qua nhiều cù lao (đảo nhỏ trong châu thổ) từ địa phận thành phố Vĩnh Long ngày nay, qua các tỉnh Vĩnh Long, Bến Tre, Trà Vinh, rồi đổ ra biển Đông tại Cửa Koh Chin. Các nhà thám hiểm hàng hải châu Âu vào thế kỷ XV khi đến vùng đất đồng bằng sông Cửu Long để mua nước ngọt và lương thực, thực phẩm, có thể đã lấy tên cửa sông Koh Chin và sông Koh Chin của dải đất có cư dân đông đúc nhất đồng bằng sông Cửu Long thời ấy để gọi tên chung cho cả vùng đồng bằng sông Cửu Long là: Vùng Cochin. Do sợ nhầm với thành phố cảng Ấn Độ Cochin, nên người phương Tây thêm hậu tố chine vào thành Cochinchine. Tên gọi Cochinchine này sang đầu thế kỷ XVII có lúc đã được người Phương Tây đồng hóa với tên gọi toàn bộ dòng sông Mekong. Trong bản đồ Đông Nam Á năm 1609 (bên cạnh), có hai dòng chữ Cochinchine (in dòng lớn và dòng nhỏ) ở vị trí thuộc tỉnh Vân Nam ngày nay, tại thượng nguồn sông Mekong, mà rõ ràng không liên quan gì đến khu vực đồng bằng sông Hồng (Giao Chỉ cũ).
Tài liệu nói trên cũng trích dẫn một đoạn trong tác phẩm của học giả Lê Hương nhan đề ‘Việt Kiều ở Kampuchia’, do Nhà xuất bản Khai Trí ấn hành tại Sài Gòn năm 1971, nguyên văn tại cuối trang 10 như sau:  “Sau ngày ngày 11 tháng 4 năm 1970, Chính phủ Cao Miên trở thành một nước Cộng hòa, chấm dứt chế độ quân chủ 1.400 năm, báo chí Miên đả kích Hoàng gia cho rằng Quốc vương Chey Chetta II mê bà vợ Việt Nam tên ‘CÔ CHÍNH XINH’ mới làm mất phần đất ‘Cao Miên miền dưới’ (Kampuchéa Krom) chỉ miền Nam Việt Nam. Tài liệu Cao Miên cho rằng Công chúa Ngọc Vạn tên CÔ CHÍNH XINH nên vị quốc vương ấy mới đặt cho miền Nam và Pháp gọi là COCHINCHINE.” Và Lý Đăng Thạnh chú thêm là nếu việc đặt tên như thế  là có thật thì sẽ xảy ra sau năm 1620, vì đây là thời điểm mà nhiều tài liệu chép rằng là năm Công nữ Ngọc Vạn được cha là Chúa Sãi Nguyễn Phước Nguyên gả cho vua Cao Miên. Công nữ Nguyễn Phước Ngọc Vạn sinh khoảng năm 1605, mất sau năm 1658, là con gái thứ hai của Chúa Sãi, nhưng không rõ có phải là ‘người con thứ chín’ nếu tính cả các người con trai của Chúa Sãi hay không, hoặc là Bà còn có một tên gọi ‘thân mật’ là Cô Chính hay không. 
Đầu thế kỷ XVII, dưới thời Trịnh-Nguyễn phân tranh, nước Việt Nam phân đôi thành Đàng Trong và Đàng Ngoài, thì Cochinchine được người Phương Tây dùng để chỉ Đàng Trong, còn Tonkin chỉ Đàng Ngoài. Cuối thế kỷ XVII, Thống suất Nguyễn Hữu Cảnh khi vào thu phục vùng đồng bằng sông Cửu Long thì triều đình Đàng Trong đã gọi sông Koh Chin theo âm Hán-Việt là Cổ Chiên Giang (鼓栴江), và cửa sông Koh Chin là Cổ Chiên Tấn (鼓栴汛). Trên một số bản đồ cổ của Phương Tây in vào thế kỷ XVIII-XIX còn đọc Koh Chin bằng những âm khác như Kho Cin, Cocin. Coghien..., hoặc như bản đồ do Stielers Handatlas xuất bản vào tháng 8-1891 tại Đức còn ghi cửa sông Koh Chin là Ko-kien.
Sự việc có lẽ càng thêm rắc rối, khi vào khoảng thế kỷ XVII-XVIII tại Trung Hoa và Nhật Bản,còn xuất hiện và lưu truyền một số bức họa có tựa đề như: bức ‘Chu Ấn thuyền Giao Chỉ độ hàng quyển’ (vẽ cảnh tàu buôn Nhật Bản ở Đàng Trong), bức họa ‘Giao Chỉ quốc mậu dịch độ hải đồ’ (vẽ cảnh thương cảng Hội An)..., có thể khiến cho ta nghĩ là Vương quốc Cochinchine (Đàng Trong) có  liên quan đến cách dịch thành ‘Giao Chỉ Quốc’. Tuy nhiên, hầu như các tác giả Tây Phương đều dịch Cochinchine là Vương quốc Đàng Trong, chứ không phải là ‘Giao Chỉ Quốc’. Đối với các tác giả Hán ngữ (Trung Hoa, Nhật Bản) thời này, thường rất thông thạo lịch sử Trung Hoa và các cựu thuộc địa của nó, trong đó có các khái niệm 'Giao Chỉ Quận', 'Giao Chỉ Bộ'..., trong quá khứ, thì hầu như không 'thèm đếm xỉa gì' đến cách gọi Tonkin hay 'Cochinchine', mà khi nói đến Giao Chỉ đều hàm ý là lãnh thổ chung của người Việt mà trước hết là ở vùng châu thổ sông Hồng, rồi đến các miền có chung nền văn minh tương đồng ở xa hơn về phía Nam. Trong các tác phẩm thời này, các tác giả Nhật Bản, Trung Hoa đều gọi Giao Chỉ, hay An Nam chung cho cả Đàng Ngoài lẫn Đàng Trong. 
Đến thời Triều Nguyễn độc lập, người Pháp và người Việt làm việc cho Pháp (như Trương Vĩnh Ký) gọi Nam Kỳ là Basse Cochinchine, tương đương với tên gọi Nam Kỳ Lục tỉnh cùng thời. Giai đoạn Pháp chiếm Nam Kỳ (1867-1887), trước thời Pháp thuộc (1884-1945) người Pháp gọi Nam Kỳ Cochinchine Française (Nam Kỳ thuộc Pháp). Chỉ sau khi thành lập liên bang Đông Dương tên gọi Cochinchine mới dần dần chính thức được dùng để chỉ Nam Kỳ, trong khi Annam chỉ Trung Kỳ, còn Bắc Kỳ thì được gọi là Tonkin.

## Các đơn vị hành chính

### Thời Triều Nguyễn tự chủ

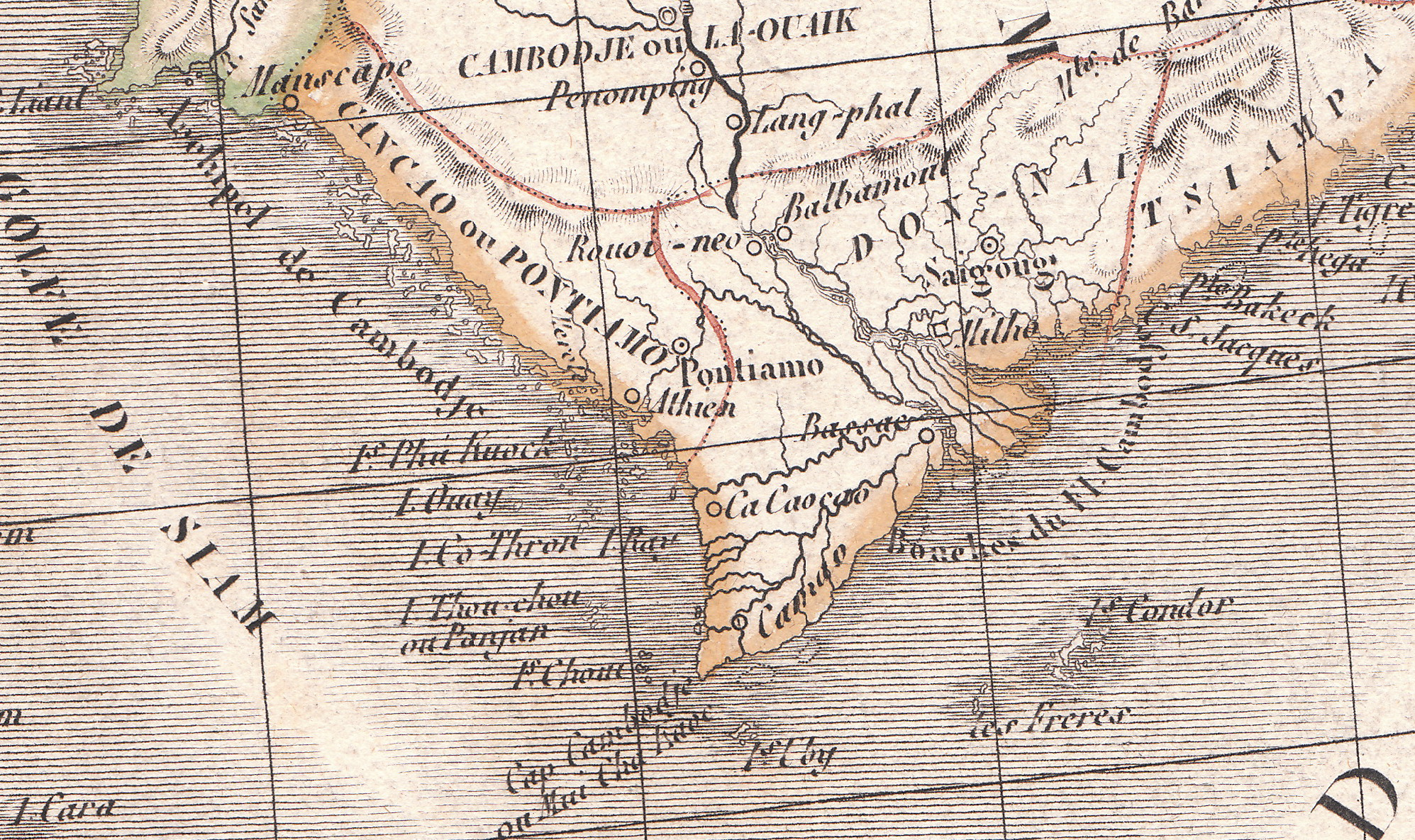
Vùng đất Nam Kỳ thuộc Đại Nam năm 1829 (được ghi trong bản đồ Đại Nam với 2 đơn vị mang địa danh Cancao ou Pontiamo (Phương Thành) và Don-nai (Đồng Nai)).

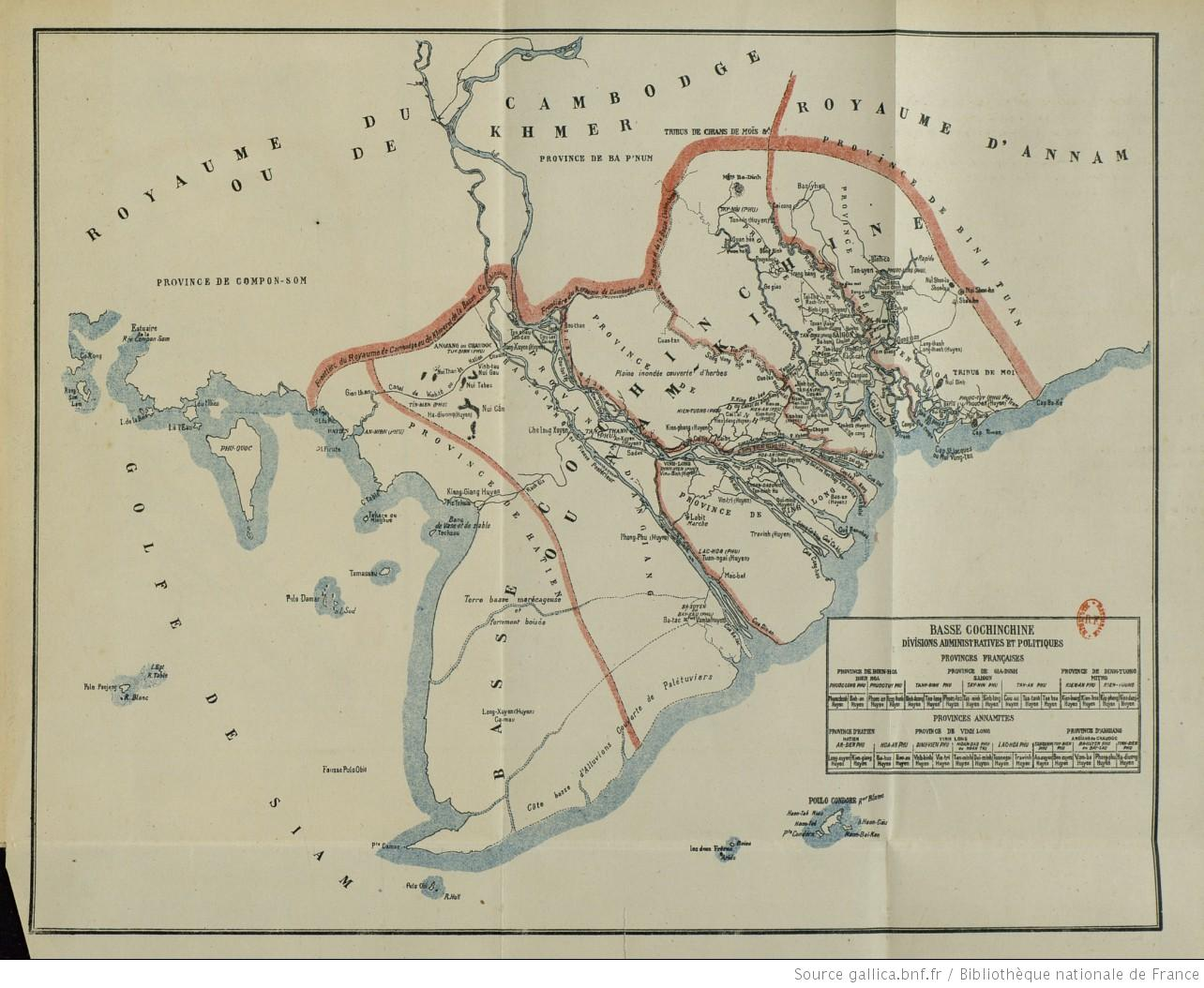
Bản đồ Nam Kỳ Lục tỉnh (Basse Cochinchine). Đường biên giới giữa Vương quốc Campuchia của người Khmer với Nam Kỳ Lục Tỉnh (Frontière du Royaume de Cambodge de Khmere de la Basse Cochinchine), chạy song song cách xa kênh Vĩnh Tế với một vùng đất nằm kẹp ở giữa, và bao vùng lồi Svay Rieng trong phần lãnh thổ Nam Kỳ Lục Tỉnh.

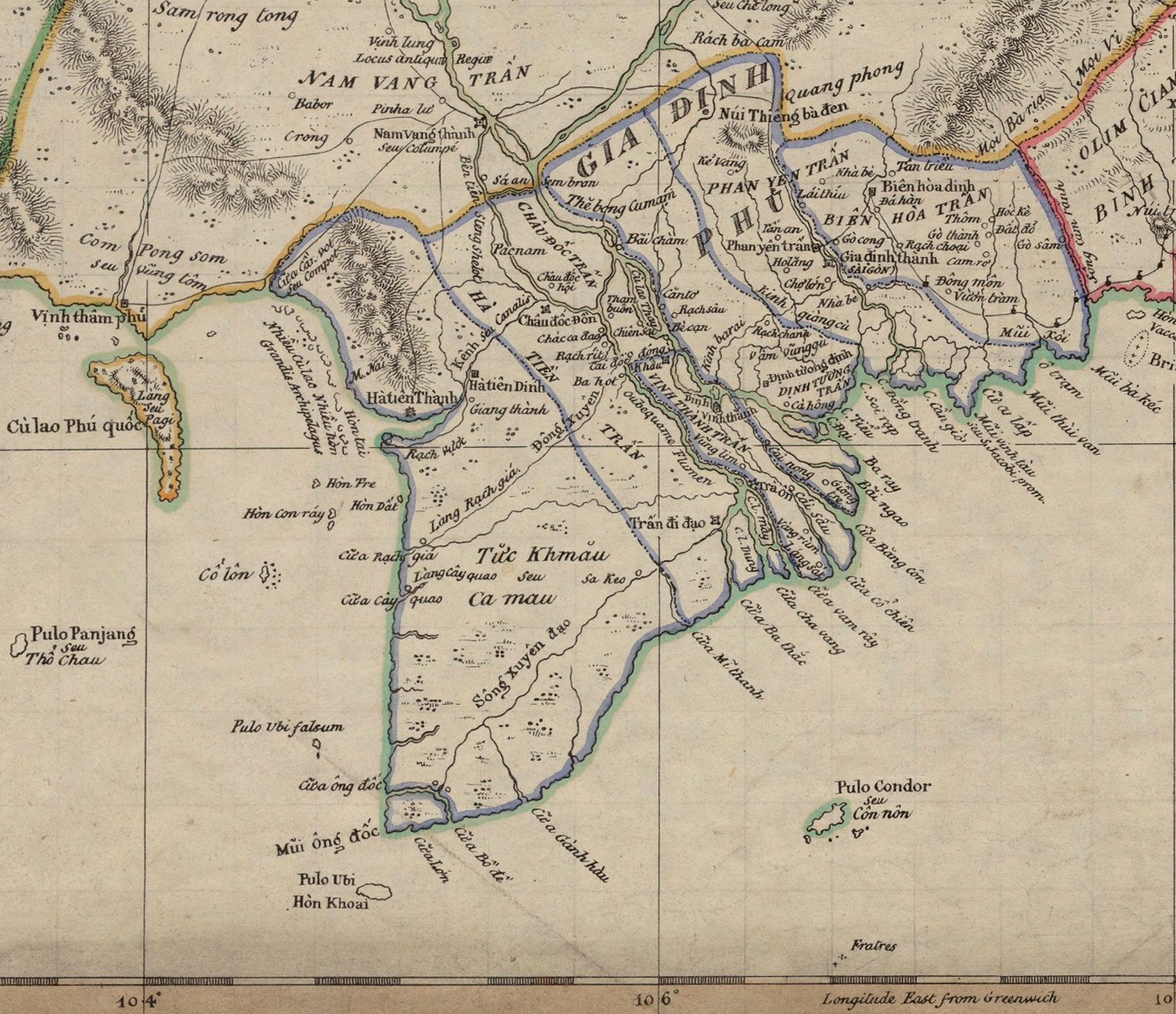
Bản đồ Nam Kỳ năm 1838, trích từ An Nam Đại Quốc Họa Đồ của Taberd.

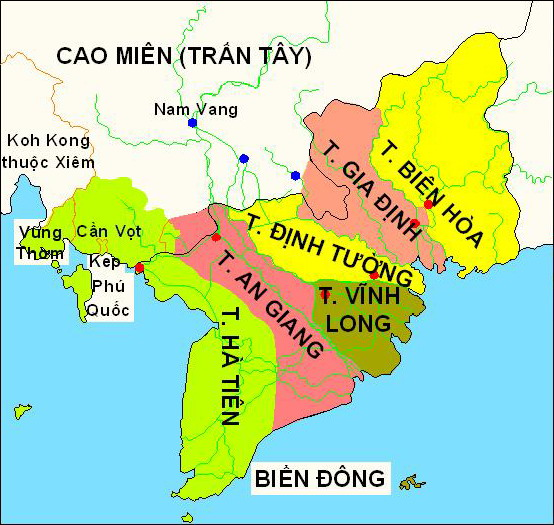
Đất Nam Kỳ vào đầu thời nhà Nguyễn, cho đến trước năm 1841.

Bản đồ Nam Kỳ Lục Tỉnh giai đoạn (1841-1862).

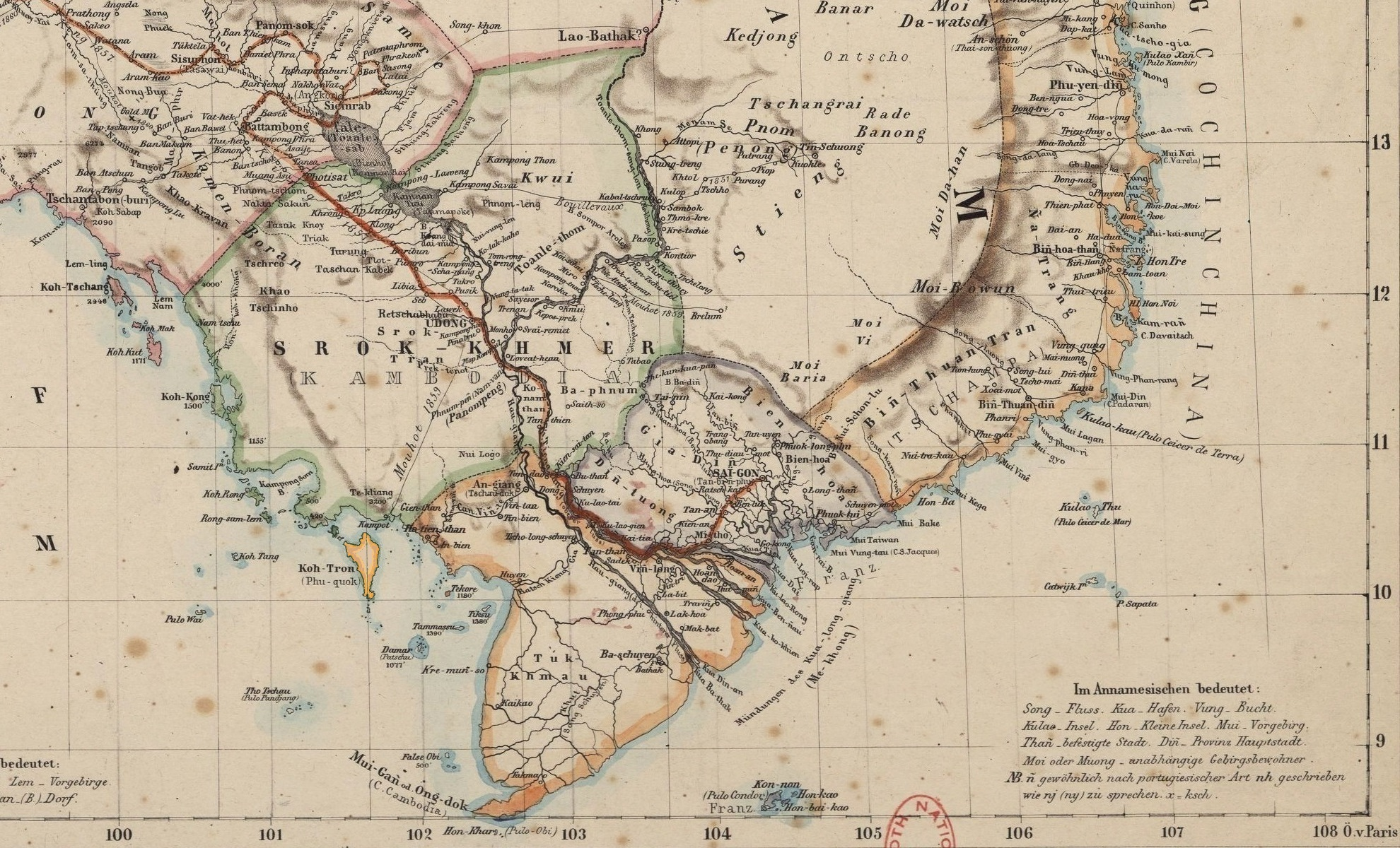
Bản đồ Nam Kỳ giai đoạn 1862-1867, kết quả của chiến dịch Nam Kỳ.

Nam Bộ xưa được gọi là xứ Đồng Nai. Năm 1698, xứ Đồng Nai được thiết lập phủ huyện. Phủ Gia Định bao gồm toàn thể đất Nam Bộ và tồn tại suốt từ đó đến năm 1802 thì đổi thành trấn Gia Định.
Năm 1808, vua Gia Long nhà Nguyễn đổi trấn Gia Định thành Gia Định Thành, bao gồm 5 trấn: Phiên An (địa hạt Gia Định), Biên Hòa, Vĩnh Thanh (sau chia ra Vĩnh Long và An Giang), Vĩnh Tường (sau này là Định Tường) và Hà Tiên.
Vua Minh Mạng năm 1832 đã đặt ra Nam Kỳ và chia thành 6 tỉnh nên gọi là Nam Kỳ Lục tỉnh hay Lục tỉnh. Đó là các tỉnh: Phiên An, năm 1836 đổi thành Gia Định (tỉnh lỵ là tỉnh thành Sài Gòn), Biên Hòa (tỉnh lỵ là tỉnh thành Biên Hòa), Định Tường (tỉnh lỵ là tỉnh thành Mỹ Tho) ở miền Đông; Vĩnh Long (tỉnh lỵ là tỉnh thành Vĩnh Long), An Giang (tỉnh lỵ là tỉnh thành Châu Đốc) và Hà Tiên (tỉnh lỵ là tỉnh thành Hà Tiên) ở miền Tây.

### Thời Pháp thuộc

Nam Kỳ thuộc Pháp (Nied. Cochinchina) trong bản đồ Đông Dương thuộc Pháp vào năm 1891.

Sau khi chiếm xong ba tỉnh miền Đông gồm Gia Định, Định Tường, Biên Hòa (1862) và ba tỉnh miền Tây gồm Vĩnh Long, An Giang, Hà Tiên (1867), thực dân Pháp xóa bỏ cách phân chia địa giới hành chính cũ của triều Nguyễn.

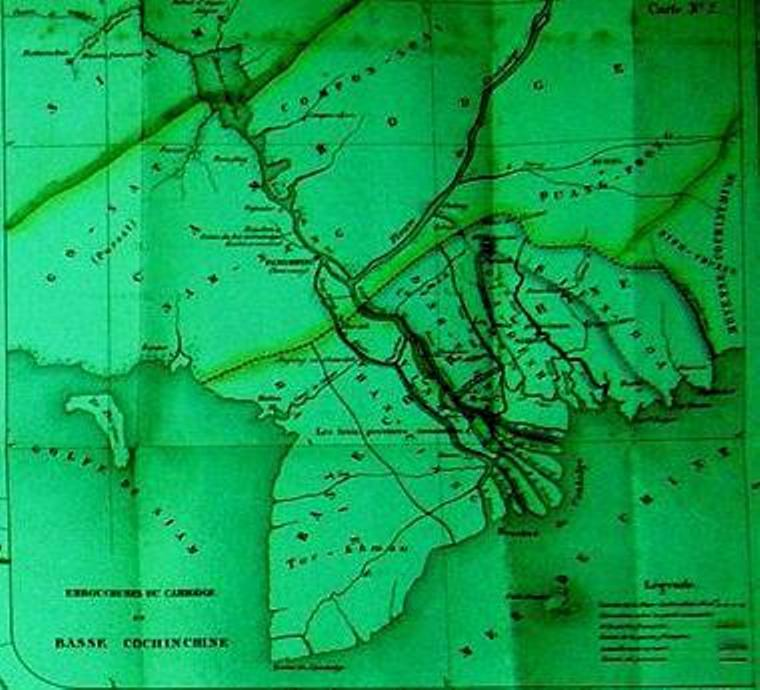
Bản đồ Basse Cochinchine do quân đội Viễn chinh Pháp vẽ năm 1863.

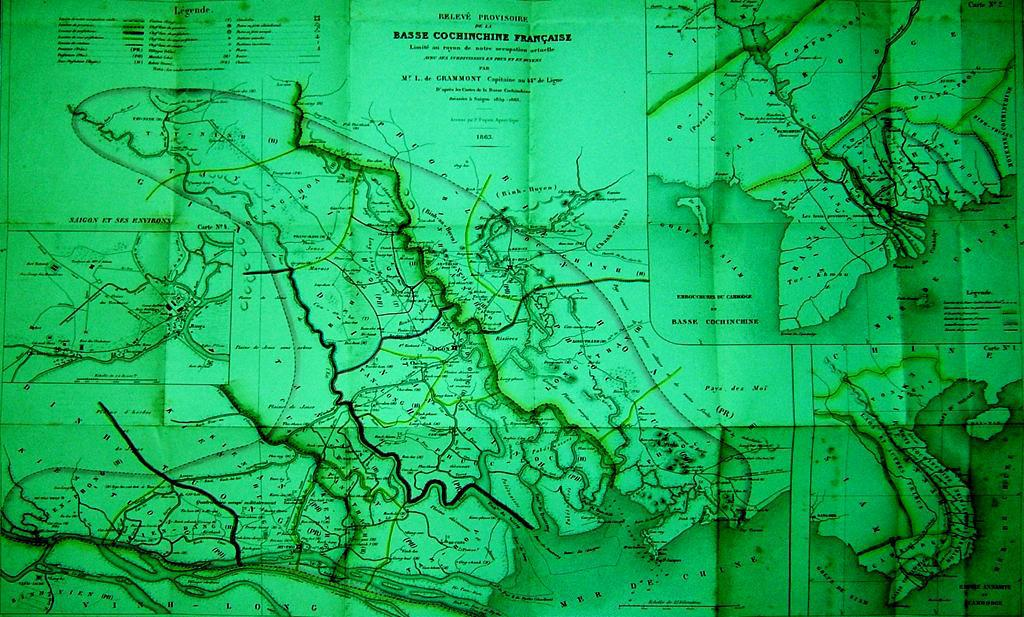
Bản đồ các tỉnh Gia Định, Định Tường và Biên Hòa trong bản đồ hành chính Cochin Chine khu vực thuộc Pháp kiểm soát năm 1863 (Basse Cochinchine Francaise) và trước đó là Nam Kỳ Lục tỉnh năm 1859 (Basse Cochinchine). (Henri Rieunier (1833-1918) vẽ năm 1863.)

Lúc đầu Pháp gọi département thay cho phủ, gọi arrondissement thay cho huyện. Tuy nhiên, các cấp hành chính dưới cấp huyện thì vẫn được giữ nguyên như thời nhà Nguyễn độc lập là hai cấp: cấp tổng (gọi theo tiếng Pháp là canton) và cấp làng xã (cấp tổng còn được duy trì tới tận năm 1945). Khoảng năm 1868, Nam Kỳ có hai mươi bảy inspection (lúc này tiếng Việt gọi là "hạt thanh tra", "địa hạt thanh tra", "khu thanh tra" hay "tiểu khu thanh tra", do Thanh tra cai trị). Từ 05/06/1871 inspection đổi thành arrondissement (lúc này tiếng Việt gọi là "hạt tham biện.", "địa hạt tham biện.", "khu tham biện. hay "hạt"). Đứng đầu arrondissement là administrateur, tiếng Việt gọi là Chính tham biện. Dinh hành chính gọi là tòa tham biện nhưng dân cũng quen gọi là tòa bố (giống như dinh quan bố chính của nhà Nguyễn cũ). Tham biện dưới quyền Thống đốc đóng ở Sài Gòn. Giúp việc Chính tham biện là hai phó tham biện; thư ký địa hạt cũng gọi là bang biện tức là secrétaire d’arrondissement. Đến năm 1871 giảm còn 18 hạt, năm 1876 thì tăng lên 19 hạt.

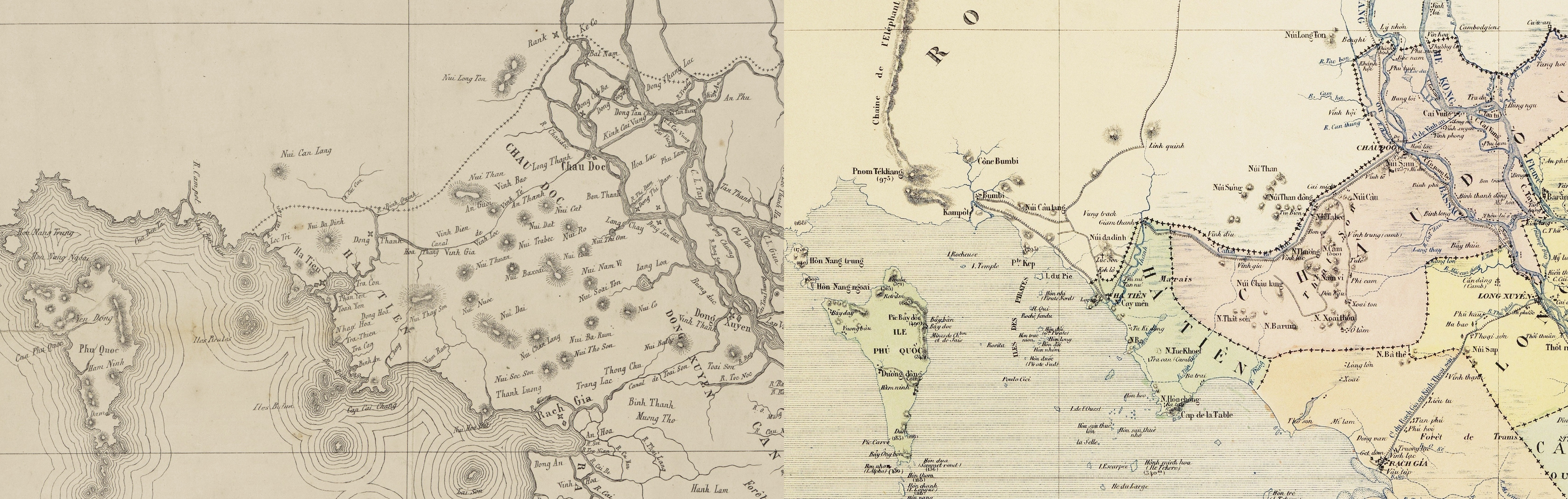
Sự thay đổi biên giới giữa các 3 tỉnh Miền Tây trong Nam Kỳ Lục tỉnh với vương quốc Cao Miên ngay sau khi Pháp chiếm xong 3 tỉnh Miền Tây Nam Kỳ thời những năm 1870.

Bản đồ biên giới Việt Nam-Campuchia năm 1870, khu vực K.Svai Téap vốn ngay trước đó thuộc hạt thanh tra Trảng Bàng ngày nay là vùng lồi "Mỏ Vịt" tỉnh Svay Rieng. Biên giới này được điều chỉnh bởi thỏa thuận giữa Thống đốc Nam Kỳ thuộc Pháp và vua Cao Miên Norodom I, ký kết ngày 9 tháng 7 năm 1870.

Tháng 4 năm 1870, chính quyền Pháp ở Nam Kỳ (đứng đầu là Thống đốc Nam Kỳ) cùng với triều đình vương quốc Cao Miên do Pháp bảo hộ (đứng đầu là vua Norodom I) bắt đầu đàm phán ký kết thỏa ước phân định biên giới.
Năm 1873, Pháp chính thức điều chỉnh lại biên giới giữa Cao Miên (Campuchia) với Nam Kỳ thuộc Pháp (Cochinchine Française), thay đổi lớn so với biên giới Cao Miên-Nam Kỳ Lục tỉnh tại 2 khu vực: địa phận các hạt thanh tra Trảng Bàng, Tây Ninh (tức vùng lồi Mỏ vịt) thành phủ (khet) Svay Teep (Thỏa ước ngày ngày 9 tháng 7 năm 1870), và vùng bờ bắc kênh Vĩnh Tế địa bàn các hạt Hà Tiên, Châu Đốc nhập vào (khet) Tréang (Hiệp định ngày ngày 15 tháng 7 năm 1873), cắt từ đất Nam Kỳ trả về cho Cao Miên.
Năm 1876, Pháp chia Nam Kỳ thành 4 khu vực hành chính lớn, gọi là circonscription administrative, mỗi khu vực lại được chia nhỏ thành các "hạt" hay "tiểu khu" (arrondissement) như sau:
- Khu vực Sài Gòn có 5 tiểu khu: Tây Ninh, Thủ Dầu Một, Biên Hòa, Bà Rịa và Sài Gòn
- Khu vực Mỹ Tho có 4 tiểu khu: Mỹ Tho, Gò Công, Tân An và Chợ Lớn
- Khu vực Vĩnh Long có 4 tiểu khu: Vĩnh Long, Bến Tre, Trà Vinh và Sa Đéc
- Khu vực Bát Xắc có 6 tiểu khu: Châu Đốc, Hà Tiên, Long Xuyên, Rạch Giá, Cần Thơ và Sóc Trăng.

Mỗi hạt có Hội đồng Quản hạt, tức Conseil d'arrondissement làm nghị hội. Hội viên được bầu vào là người Việt.
Ngày 8 tháng 1 năm 1877, Tổng thống Pháp ra Sắc lệnh thành lập thành phố cấp 1 (municipalité de première classe) Sài Gòn, đứng đầu là một viên Thị trưởng (Maire). Sắc lệnh này được ban hành ngày 16 tháng 5 năm đó.
Ngày 20 tháng 10 năm 1879, Thống đốc Nam Kỳ ra Nghị định thành lập thành phố cấp 2 (municipalité de deuxième classe) Chợ Lớn, tương đương cấp tỉnh sau này. Đứng đầu thành phố cũng là một viên Thị trưởng.
Ngày 13/12/1880 chính quyền Pháp tách một số làng (nằm kế cận thành phố Sài Gòn và thành phố Chợ Lớn) của hạt Sài Gòn (từ 16/12/1885 đổi tên là hat Gia Đinh) và hạt Chợ Lớn, lập hạt Hai Mươi (20e arrondissement). Hạt này do Nha Nội chính trực tiếp cai trị. Đến ngày 12/01/1888 hạt Hai Mươi giải thể, các làng trực thuộc sáp nhập vào thành phố Sài Gòn, hạt Chợ Lớn và hạt Gia Định.
Năm 1882, Thống đốc Nam Kỳ lập thêm một hạt (tiểu khu) mới là hạt Bạc Liêu thuộc khu vực Bát Xắc từ đất của 2 tổng của hạt Sóc Trăng và 3 tổng của hạt Rạch Giá. Như vậy toàn bộ Nam Kỳ có 21 hạt (tức 19 hạt cũ, hạt Hai Mươi và hạt Bạc Liêu). Năm 1895 lập thêm thành phố tự trị (commune autonome) Cap Saint Jacques, tách từ hạt Bà Rịa (Cap Saint Jacques nhập vào hạt Bà Rịa năm 1898 để rồi năm sau lại tách ra).
Năm 1899, Toàn quyền Đông Dương ra nghị định đổi tên gọi "hạt" thành "tỉnh" (province) và chia Nam Kỳ thành 3 miền. Đồng thời, chức Tham biện đổi thành Chủ tỉnh (Chef-province hay Chef de la province), tòa tham biện gọi là tòa bố. Như vậy Nam Kỳ có tất cả 20 tỉnh, phân bố như sau:
- Miền Đông có 4 tỉnh: Tây Ninh, Thủ Dầu Một, Biên Hòa và Bà Rịa
- Miền Trung có 9 tỉnh: Gia Định, Chợ Lớn, Mỹ Tho, Gò Công, Tân An, Vĩnh Long, Bến Tre, Trà Vinh và Sa Đéc
- Miền Tây có 7 tỉnh: Châu Đốc, Hà Tiên, Long Xuyên, Rạch Giá, Cần Thơ, Sóc Trăng và Bạc Liêu

Ngoài ra còn có 3 thành phố Sài Gòn (cấp 1), Chợ Lớn (cấp 2), thành phố tự trị Cap Saint Jacques và Côn Đảo không thuộc tỉnh nào. Năm 1905, xóa bỏ thành phố Cap Saint Jacques, chuyển thành đại lý hành chính thuộc tỉnh Bà Rịa.
Tỉnh chia thành tổng (canton), đứng đầu là Chính tổng (Chef de la canton), còn gọi là Cai tổng. Tổng chia thành làng (village), đứng đầu là Hội đồng Hương chức (còn gọi là Ban Hội tề) do Hương cà phụ trách chung.
Dưới đây là Danh sách các tỉnh Nam Kỳ vào năm 1910:
| Tên tỉnh          | Số tổng trực thuộc | Số làng trực thuộc | Dân số    |
| ----------------- | ------------------ | ------------------ | --------- |
| Bạc Liêu          | 5                  | 31                 | 113.294   |
| Bà Rịa            | 8                  | 67                 | 56.528    |
| Bến Tre           | 21                 | 183                | 242.057   |
| Biên Hoà          | 17                 | 169                | 98.386    |
| Cần Thơ           | 9                  | 99                 | 201.476   |
| Châu Đốc          | 12                 | 98                 | 136.462   |
| Chợ Lớn           | 12                 | 70                 | 189.736   |
| Gia Định          | 18                 | 190                | 249.380   |
| Gò Công           | 4                  | 38                 | 74.678    |
| Hà Tiên           | 4                  | 16                 | 11.749    |
| Long Xuyên        | 8                  | 60                 | 142.773   |
| Mỹ Tho            | 15                 | 201                | 257.430   |
| Rạch Giá          | 8                  | 75                 | 89.547    |
| Sa Đéc            | 10                 | 78                 | 172.133   |
| Sóc Trăng         | 11                 | 92                 | 133.527   |
| Tân An            | 10                 | 121                | 84.256    |
| Tây Ninh          | 10                 | 51                 | 66.922    |
| Thủ Dầu Một       | 12                 | 122                | 110.616   |
| Trà Vinh          | 20                 | 179                | 189.294   |
| Vĩnh Long         | 13                 | 104                | 128.288   |
| thành phố Sài Gòn | -                  | -                  | 64.121    |
| thành phố Chợ Lớn | -                  | -                  | 159.620   |
| Nam Kỳ            | 224                | 2.044              | 2.972.273 |

Đầu thập niên 1900 lập thêm cấp quận (circonscription) và cơ sở phái viên hành chính (délégation administrative), cấp hành chính giữa tỉnh và tổng; đứng đầu là viên Chủ quận (Chef de la circonscription) và vị Phái viên hành chính (Délégué administratif) tương ứng.
Năm 1913 ba tỉnh bị sáp nhập: Gò Công vào Mỹ Tho, Sa Đéc vào Vĩnh Long, Hà Tiên vào Châu Đốc nên Nam Kỳ còn 17 tỉnh. Đến năm 1924 các tỉnh này lại được tách ra như cũ.
Ngày 11/05/1944 thành lập tỉnh Tân Bình, từ phần đất cắt ra của tinh Gia Định. Như thế Nam Kỳ có 21 tỉnh.

## Soái phủ
Trụ sở của Dinh Thống đốc đặt tại Sài Gòn (về sau gọi là Dinh Gia Long). Người miền Nam quen gọi là Soái phủ Nam Kỳ (Gouvernement des Amiraux), vì cho tới năm 1878 nó còn là dinh của một võ quan Pháp, hàm Lieutenant-Gouverneur, tức Phó soái. Kể từ năm 1879 mới thay quan võ bằng quan văn, và Thống đốc Nam Kỳ (dân sự) đầu tiên là Charles Le Myre de Vilers. Mãi đến năm 1926, khi gọi Quyền Thống đốc Le Fol, người Nam Kỳ vẫn còn quen miệng kêu lẫn lộn là Thống soái, Phó soái, dù ông không phải là sĩ quan.

## Lịch sử

Nam Kỳ thuộc Pháp thời kỳ 1890-1945.

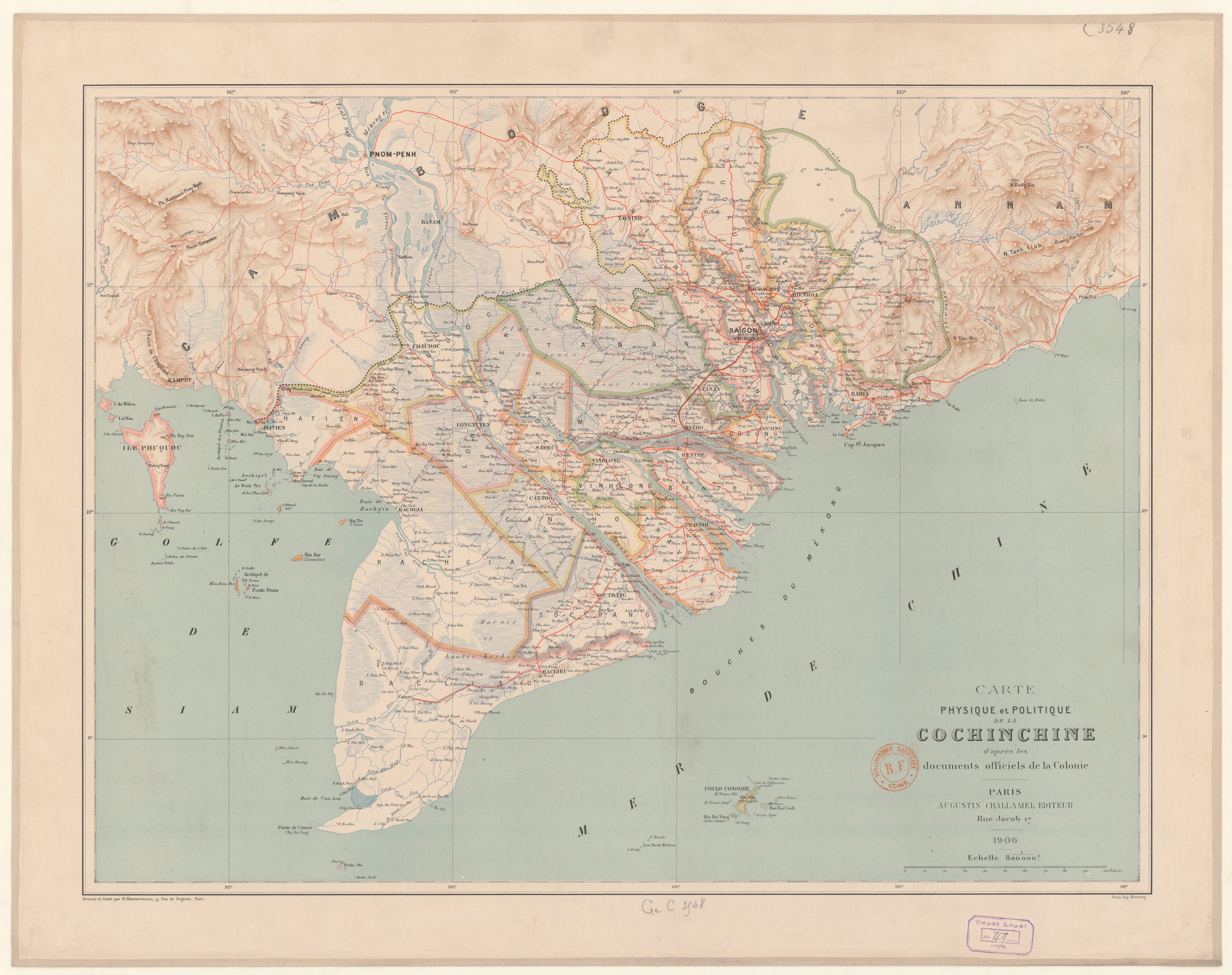
Bản đồ hành chính Nam Kỳ thuộc Pháp năm 1906.

Trước kia đây là lãnh thổ của nước Phù Nam và Chân Lạp.
Vào thế kỷ XVII, Nam Kỳ là vùng đất hoang sơ, được Chúa Nguyễn ở Đàng Trong khai phá. Một số quan lại, tướng tá nhà Minh sau khi chống nhà Thanh thất bại, trốn sang Việt Nam được Chúa Nguyễn cho khai phá vùng này. Một nhóm khoảng 5000 người Hoa do Dương Ngạn Địch và Trần Thượng Xuyên cầm đầu vào khai khẩn vùng Mỹ Tho, Biên Hòa, một nhóm khác do Mạc Cửu cầm đầu tiến vào tận Hà Tiên khai khẩn.
Năm 1620, Chúa Chúa Sãi (Nguyễn Phước Nguyên) trấn thủ hai xứ Thuận Hóa, Quảng Nam ngừng nộp thuế cho chính quyền Lê-Trịnh. Năm 1627, Chúa Trịnh Tráng mới sai quan vào Thuận Hóa đòi tiền thuế. Chúa Sãi tiếp sứ nhưng không chịu nộp thuế. Tháng 3 năm 1627, chúa Trịnh mang quân đi đánh họ Nguyễn. Sự kiện này đánh dấu sự chia tách hoàn toàn cả về lý thuyết và thực tế của xứ Thuận Quảng tức Đàng Trong của Chúa Nguyễn với Đàng Ngoài của Chúa Trịnh. Nó cũng tạo ra thời kỳ Trịnh-Nguyễn phân tranh kéo dài 45 năm, từ 1627 đến 1672, với 7 cuộc đại chiến của 2 bên. Sau đó hai họ Trịnh, Nguyễn ngừng chiến, lấy sông Gianh làm ranh giới chia cắt lãnh thổ, miền Nam sông Gianh thuộc quyền chúa Nguyễn, được gọi là Đàng Trong.
Năm 1859, Pháp đánh chiếm thành Gia Định, mở đầu cuộc xâm lược đất Việt Nam.
Năm 1862, ngày 13 tháng 4, triều đình Huế cắt 3 tỉnh miền Đông Nam Kỳ (Biên Hòa, Gia Định và Định Tường) nhượng cho Pháp.
Năm 1867, Pháp đơn phương tuyên bố toàn bộ 6 tỉnh Nam Kỳ là lãnh địa của Pháp. Từ đó, Nam Kỳ được hưởng quy chế thuộc địa, với chính quyền thực dân, đứng đầu là một Thống đốc người Pháp.
Hiệp ước Quý Mùi (25 tháng 8 năm 1883) nhập thêm tỉnh Bình Thuận vào Nam Kỳ (thuộc địa Pháp) coi như trừ số tiền bồi thường chiến phí còn lại mà triều đình Huế chưa trả hết, nhưng năm sau, Hiệp ước Giáp Thân (6 tháng 6 năm 1884) lại trả tỉnh Bình Thuận về cho Trung Kỳ.
Năm 1887, Nam Kỳ trở thành một vùng lãnh thổ nằm trong Liên bang Đông Dương. Năm 1933, quần đảo Trường Sa sáp nhập vào Nam Kỳ thuộc Pháp.
Năm 1940, Đế quốc Nhật Bản chiếm Nam Kỳ từ tay Pháp. Tháng 3 năm 1945 Thống sứ Nhật Nashimura đổi Nam Kỳ thành Nam Bộ.
Mãi đến năm 1945, thời Đế quốc Việt Nam với chính phủ Trần Trọng Kim tuyên bố sáp nhập Nam Kỳ lại thành một bộ phận của Đế quốc Việt Nam. Sau Cách mạng tháng Tám năm 1945, nước Việt Nam Dân chủ Cộng hòa thành lập. Ủy ban hành chính lâm thời Nam Bộ, hay Lâm ủy Nam Bộ, do chính quyền mới lập ra, đã tiếp quản vùng đất này. Việt Nam Dân chủ Cộng hòa cũng xóa bỏ việc phân chia Bắc-Trung-Nam Kỳ của Pháp, tuyên bố nước Việt Nam là một quốc gia thống nhất.
Ngày 23 tháng 9 năm 1945, chưa đầy một tháng sau khi độc lập, Pháp đã nổ súng gây chiến ở Sài Gòn rồi mở rộng đánh chiếm Nam Bộ. Pháp đã lập ra thể chế Nam Kỳ quốc hòng tách khu vực này ra khỏi nước Việt Nam Dân chủ Cộng hòa.
Không đánh bại được Việt Minh, Pháp phải dùng "giải pháp Bảo Đại", thành lập chính phủ Quốc gia Việt Nam vào năm 1949. Ngày 22 tháng 5 năm 1949, Quốc hội Pháp chính thức bỏ phiếu thông qua việc trao lãnh thổ Nam Bộ cho Quốc gia Việt Nam quản lý về hành chính.
Sau năm 1975, danh xưng này không còn được sử dụng trong cách văn bản hành chính hoặc báo chí (trừ khi nói về sự kiện hoặc địa danh lịch sử).

## Dân số

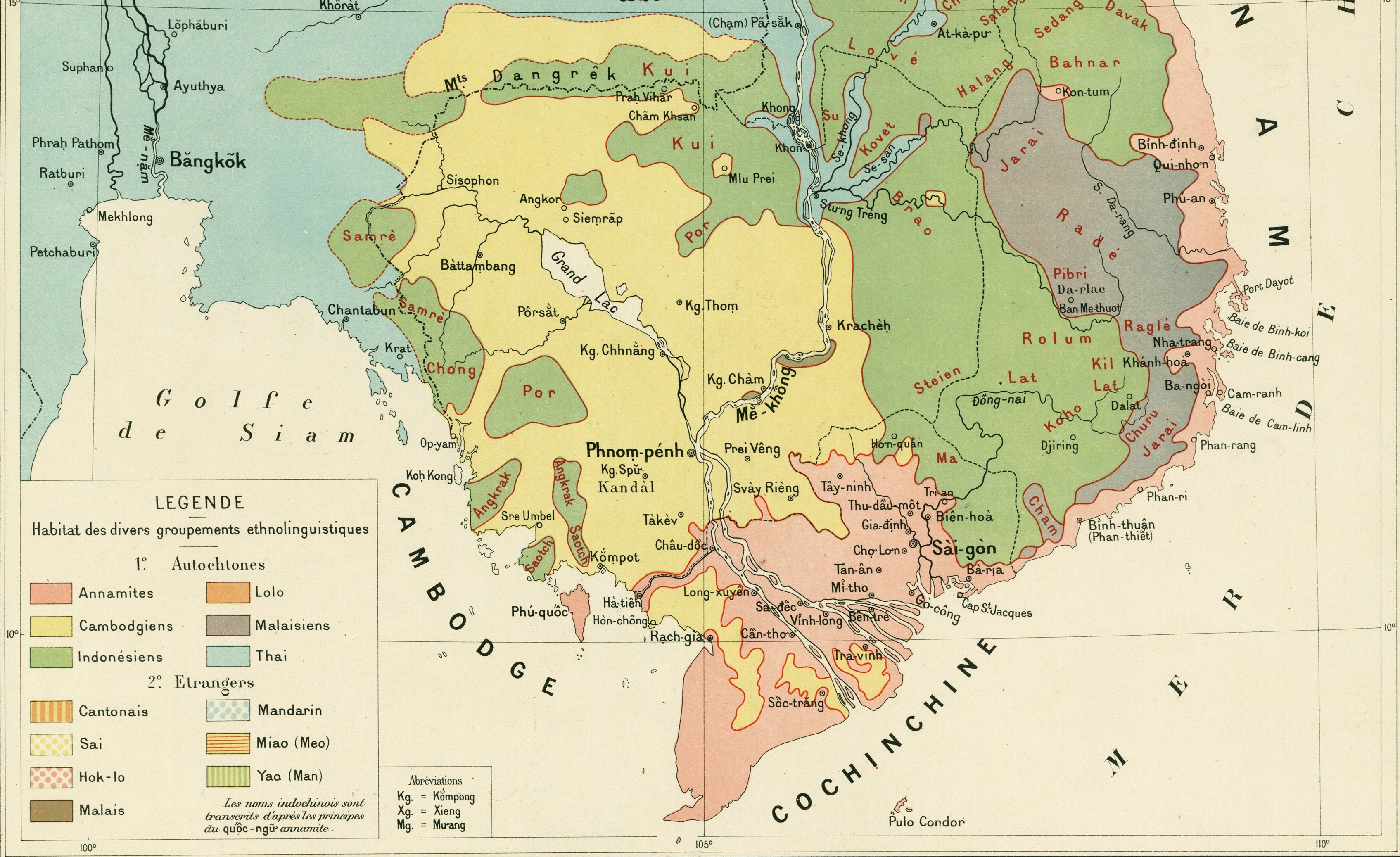
Bản đồ phân vùng cư trú của các dân tộc (sắc tộc) tại Nam Kỳ thuộc Pháp (Cochinchine Française) và Cao Miên (Cambodge) năm 1904.

- Năm 1905: Số dân toàn Nam Kỳ là 2.876.417 người.
- Năm 1909: 2.975.838 người.
- Năm 1920: khoảng 3.600.000 người.

Vào thập niên 1940 số dân cư thành thị ở Nam Kỳ tăng đều. Những trung tâm đô thị lớn gồm:
| Thành phố, thị xã | Dân số[12] |
| ----------------- | ---------- |
| Sài Gòn           | 220.000    |
| Chợ Lớn           | 200.000    |
| Cần Thơ           | 16.500     |
| Vĩnh Long         | 13.000     |
| Mỹ Tho            | 12.500     |